# Volleybal op de Olympische Jeugdzomerspelen 2010 – meisjes
Volleybal is een van de olympische sporten die beoefend werden tijdens de Olympische Jeugdzomerspelen 2010 in Singapore. De wedstrijden werden gespeeld van 21 tot en met 26 augustus in de Toa Payoh Sports Hall. Naast het toernooi voor meisjes was er een jongenstoernooi. Er werd gespeeld met zes landen, die verdeeld werden in twee groepen van drie. De top twee plaatste zich voor de halve finales.
België werd olympisch kampioen door in de finale de Verenigde Staten te verslaan met 3-1.

## Deelnemende landen
De participerende landen kwalificeerden zich via de continentale en wereldkampioenschappen. Enkel Singapore was als gastland rechtstreeks geplaatst bij een van de onderdelen: het meisjestoernooi.
- België: Europees kampioen 2009
- Egypte: Afrikaans kampioen 2010
- Japan: Aziatisch kampioen 2010
- Peru: Zuid-Amerikaans runner-up 2008
- Singapore: gastland
- Verenigde Staten: Noord-Amerikaans kampioen 2010

## Toernooi

### Groep A
| Team      | Wed. | W | V | PV | PT | PS | Ptn. |
| --------- | ---- | - | - | -- | -- | -- | ---- |
| Peru      | 2    | 2 | 0 | 6  | 0  | +6 | 6    |
| Japan     | 2    | 1 | 1 | 3  | 3  | 0  | 3    |
| Singapore | 2    | 0 | 1 | 0  | 6  | -6 | 0    |

|                        |           |       |      |                       |
| 21 augustus 2010 12u30 | Singapore | 0 - 3 | Peru | Toa Payoh Sports Hall |
| 21 augustus 2010 12u30 |           |       |      | Toa Payoh Sports Hall |

|                        |       |       |           |                       |
| 22 augustus 2010 10u00 | Japan | 3 - 0 | Singapore | Toa Payoh Sports Hall |
| 22 augustus 2010 10u00 |       |       |           | Toa Payoh Sports Hall |

|                        |      |       |       |                       |
| 23 augustus 2010 12u30 | Peru | 3 - 0 | Japan | Toa Payoh Sports Hall |
| 23 augustus 2010 12u30 |      |       |       | Toa Payoh Sports Hall |

### Groep B
| Team             | Wed. | W | V | PV | PT | PS | Ptn. |
| ---------------- | ---- | - | - | -- | -- | -- | ---- |
| Verenigde Staten | 2    | 2 | 0 | 6  | 2  | +4 | 4    |
| België           | 2    | 1 | 1 | 5  | 3  | +2 | 3    |
| Egypte           | 2    | 0 | 2 | 0  | 6  | -6 | 2    |

|                        |        |       |        |                       |
| 21 augustus 2010 15u30 | België | 3 - 0 | Egypte | Toa Payoh Sports Hall |
| 21 augustus 2010 15u30 |        |       |        | Toa Payoh Sports Hall |

|                        |                  |       |        |                       |
| 22 augustus 2010 18u00 | Verenigde Staten | 3 - 2 | België | Toa Payoh Sports Hall |
| 22 augustus 2010 18u00 |                  |       |        | Toa Payoh Sports Hall |

|                        |        |       |                  |                       |
| 23 augustus 2010 15u30 | Egypte | 0 - 3 | Verenigde Staten | Toa Payoh Sports Hall |
| 23 augustus 2010 15u30 |        |       |                  | Toa Payoh Sports Hall |

### Eindfase

#### Plaatsen vijf en zes
|                        |           |       |        |                       |
| 25 augustus 2010 12u30 | Singapore | 1 - 3 | Egypte | Toa Payoh Sports Hall |
| 25 augustus 2010 12u30 |           |       |        | Toa Payoh Sports Hall |

#### Halve finales
|                        |      |       |        |                       |
| 24 augustus 2010 10u00 | Peru | 1 - 3 | België | Toa Payoh Sports Hall |
| 24 augustus 2010 10u00 |      |       |        | Toa Payoh Sports Hall |

|                        |                  |       |       |                       |
| 24 augustus 2010 18u00 | Verenigde Staten | 3 - 0 | Japan | Toa Payoh Sports Hall |
| 24 augustus 2010 18u00 |                  |       |       | Toa Payoh Sports Hall |

#### Kleine finale
|                        |      |       |       |                       |
| 25 augustus 2010 15u30 | Peru | 3 - 1 | Japan | Toa Payoh Sports Hall |
| 25 augustus 2010 15u30 |      |       |       | Toa Payoh Sports Hall |

#### Finale
|                        |        |       |                  |                       |
| 26 augustus 2010 09u00 | België | 3 - 1 | Verenigde Staten | Toa Payoh Sports Hall |
| 26 augustus 2010 09u00 |        |       |                  | Toa Payoh Sports Hall |

## Eindrangschikking
| Plaats | Land             |
| ------ | ---------------- |
| Goud   | België           |
| Zilver | Verenigde Staten |
| Brons  | Peru             |
| 4      | Japan            |
| 5      | Egypte           |
| 6      | Singapore        |

Atletiek · Badminton · Basketbal · Boksen · Boogschieten · Gewichtheffen · Gymnastiek · Handbal · Hockey · Judo · Kanovaren · Moderne vijfkamp · Paardensport · Roeien · Schermen · Schietsport · Schoonspringen · Taekwondo · Tafeltennis · Tennis · Triatlon · Voetbal · Volleybal · Wielersport · Worstelen · Zeilen · Zwemmen